# Josef Dostál (historik)
Josef Dostál (20. října 1892, Rychnov nad Kněžnou – 26. února 1955, Rychnov nad Kněžnou) byl český archivář a překladatel z francouzštiny a němčiny.

## Život
Narodil se v rodině učitele Ferdinanda Dostála a jeho manželky Marie, rozené Jelínkové. Dne 26. září 1923 se v Praze oženil s učitelkou Aloisií Zikmundovou (1894–??). (V době sňatku již byl archivářem Ministerstva vnitra.)

## Dílo

### Editor
- F.V. Hek píše synovi, sebral, přeložil z němčiny a uspořádal Josef Dostál, Praha: Václav Petr, 1939

### Překlady
- Kondotierova cesta do Benátek (autor André Suarès, Praha, Rudolf Škeřík, 1926)
- Nemožná láska; Hannibalův prsten (autor Jules Barbey d'Aurevilly, v Praze, Ladislav Kuncíř - Rozmach, 1926)
- Proud ohně (román, autor François Mauriac, V Praze, Kamilla Neumannová (KDA - Knihy dobrých autorů), 1926
- Fantomas. X, Ruka bez těla (autoři Pierre Souvestre & Marcel Allain, Praha, Jan Fromek, 1930)
- Kondotierova cesta do Italie I. Benátky, II. Fiorenza, III. Milovaná Siena (autor André Suarès, Praha, Symposion, 1934)
- F.V. Hek píše synovi (překlad, úvod a poznámky Josef Dostál, v Praze, Václav Petr, 1939 a 1940)